# Kushnin
Kushnin (albanisch auch Kushnini, serbisch Кушнин Kušnin) ist eine Ortschaft im Südwesten des Kosovo, die zur Gemeinde Prizren gehört.

## Geographie
Das im Südwesten Kosovos auf rund 400 m gelegene Kushnin befindet sich am Rand des Hochlandes Has, das sich im Süden des Dorfes mit dem Pashtrik (1988 m ü. A.) und Westen mit der Maja e Kunorës (1511 m ü. A.) als höchste Punkte erhebt. Im Norden schließt sich der Ortsteil Lagjja e Shehut von Damjan an; östlich angrenzend liegt Kabash i Hasit.

## Geschichte
Nach der Eroberung Kosovos durch das Königreich Serbien während des Ersten Balkankrieges 1912 richtete die serbische Regierung eine Militärverwaltung vor Ort ein, wobei Kushnin Teil der neu geschaffenen Gemeinde Ljubižda Has (heute Lubizhda e Hasit) wurde.

## Bevölkerung
Die 2011 durchgeführte Volkszählung ermittelte für Kushnin eine Einwohnerzahl von 2110, davon sind 2109 (99,95 %) Albaner.
| Volkszählung | 1919       | 1948  | 1953  | 1961         | 1971         | 1981          | 1991  | 2011          |
| ------------ | ---------- | ----- | ----- | ------------ | ------------ | ------------- | ----- | ------------- |
| Einwohner    | 415        | 580   | 644   | 710          | 893          | 1247          | 1545  | 2110          |
| Albaner      | 415(100 %) | k. A. | k. A. | 707(99,58 %) | 892(99,89 %) | 1240(99,44 %) | k. A. | 2109(99,95 %) |

Eine 1919 durchgeführte Volkszählung ermittelte im Dorf Kushnin 46 Häuser mit 415 – allesamt albanischen – Einwohnern.